# Bobâlna
Bobâlna (in passato Olpret, in ungherese Alparét o Olparét, in tedesco Krautfeld o Albrecht) è un comune della Romania di 1 693 abitanti, ubicato nel distretto di Cluj, nella regione storica della Transilvania.
Il comune è formato dall'unione di 11 villaggi: Antăș, Băbdiu, Blidărești, Bobâlna, Cremenea, Maia, Oșorhel, Pruni, Răzbuneni, Suarăș, Vâlcelele. Ha circa 1 500 abitanti